# Medea (Longepierre)
Medea (Médée) è una tragedia di Hilaire de Longepierre.
Scritta nel 1694, sul modello degli antichi: Euripide, Seneca, Ovidio.